# Geranium caespitosum
Geranium caespitosum là một loài thực vật có hoa trong họ Mỏ hạc. Loài này được E.James mô tả khoa học đầu tiên năm 1823.

## Hình ảnh

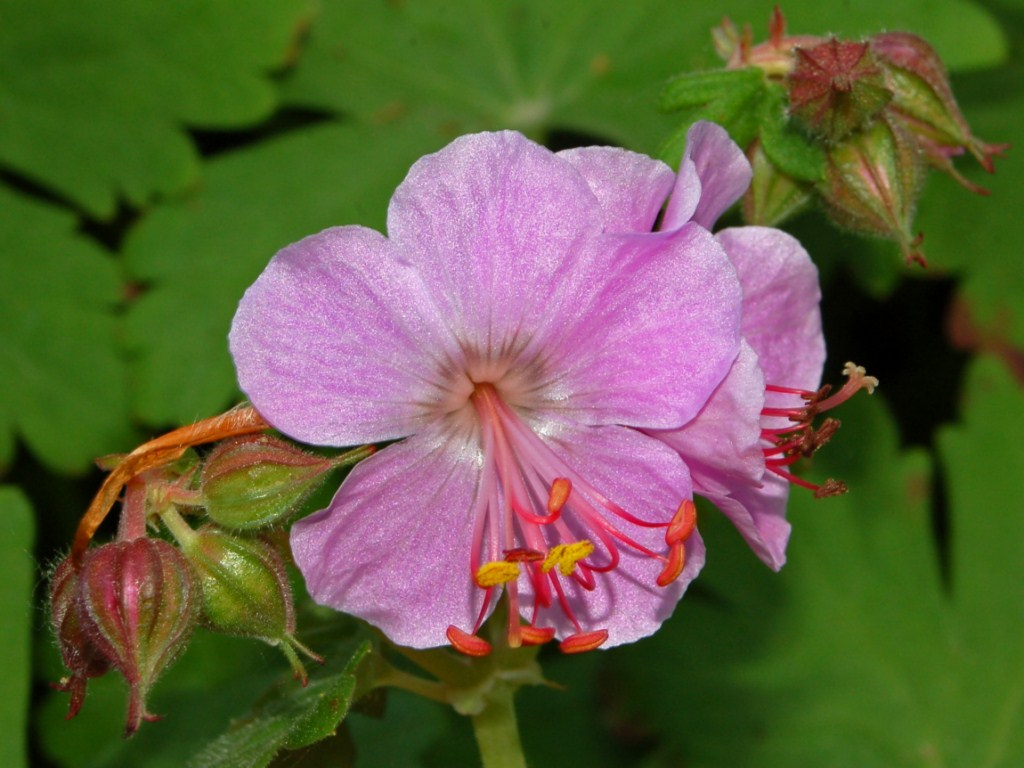
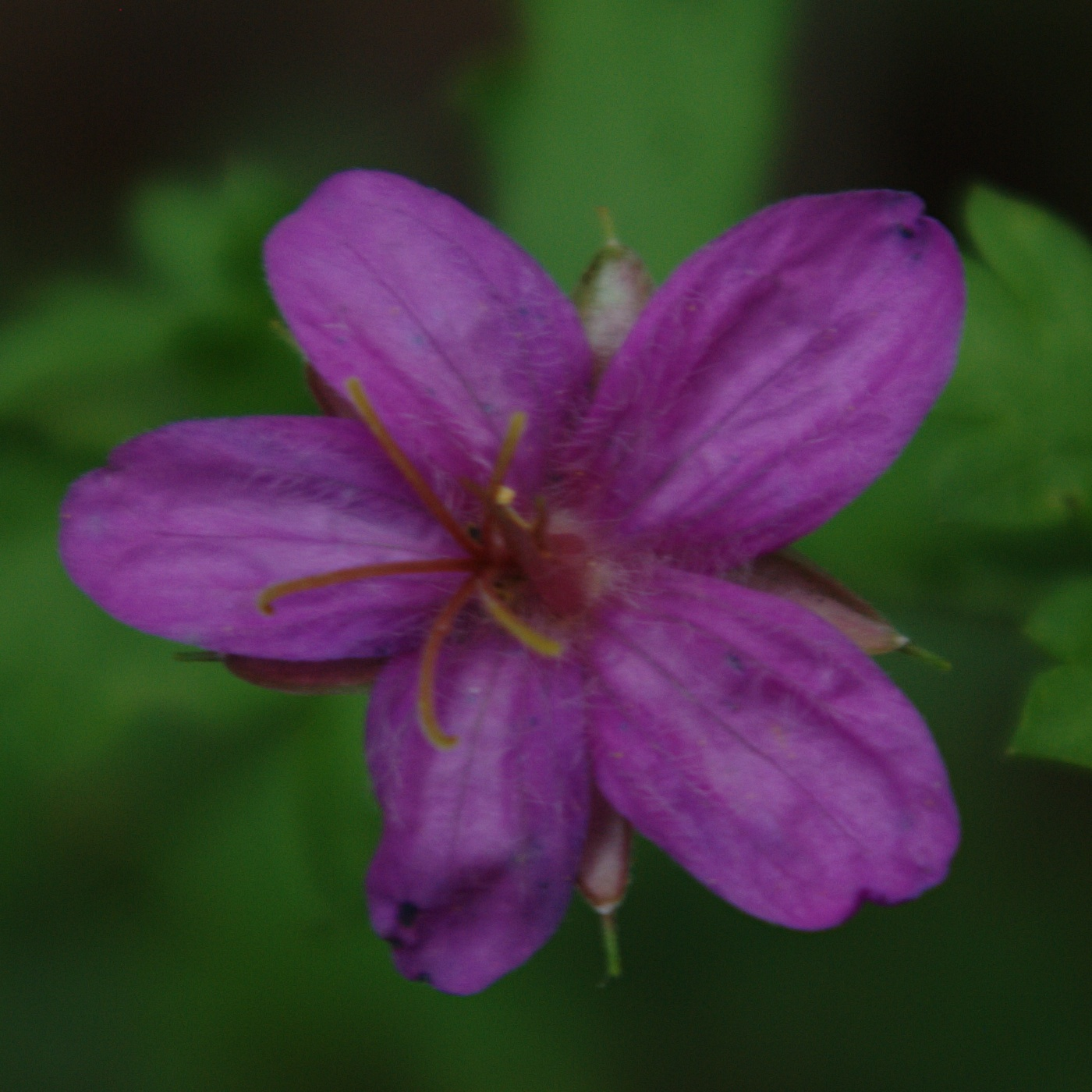
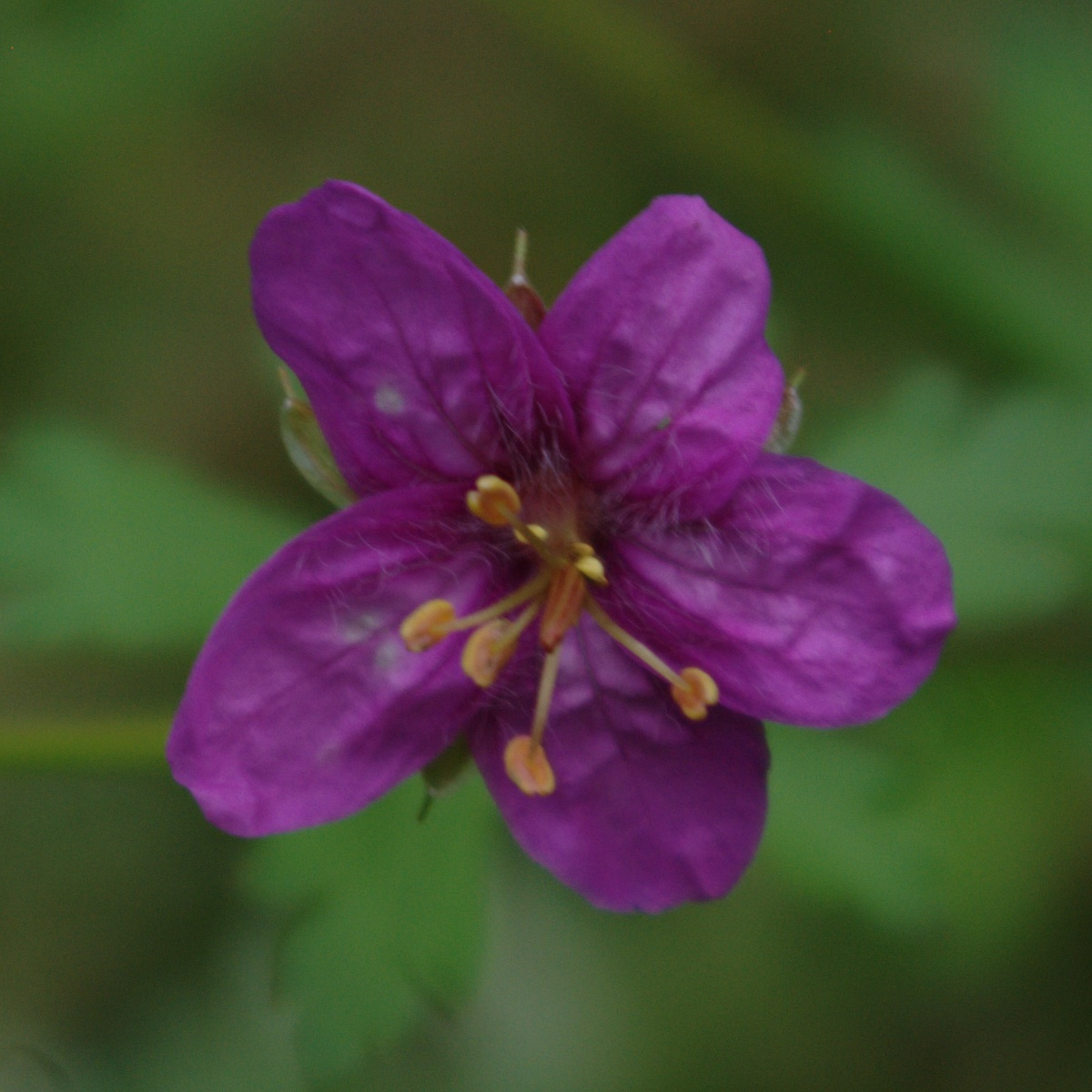
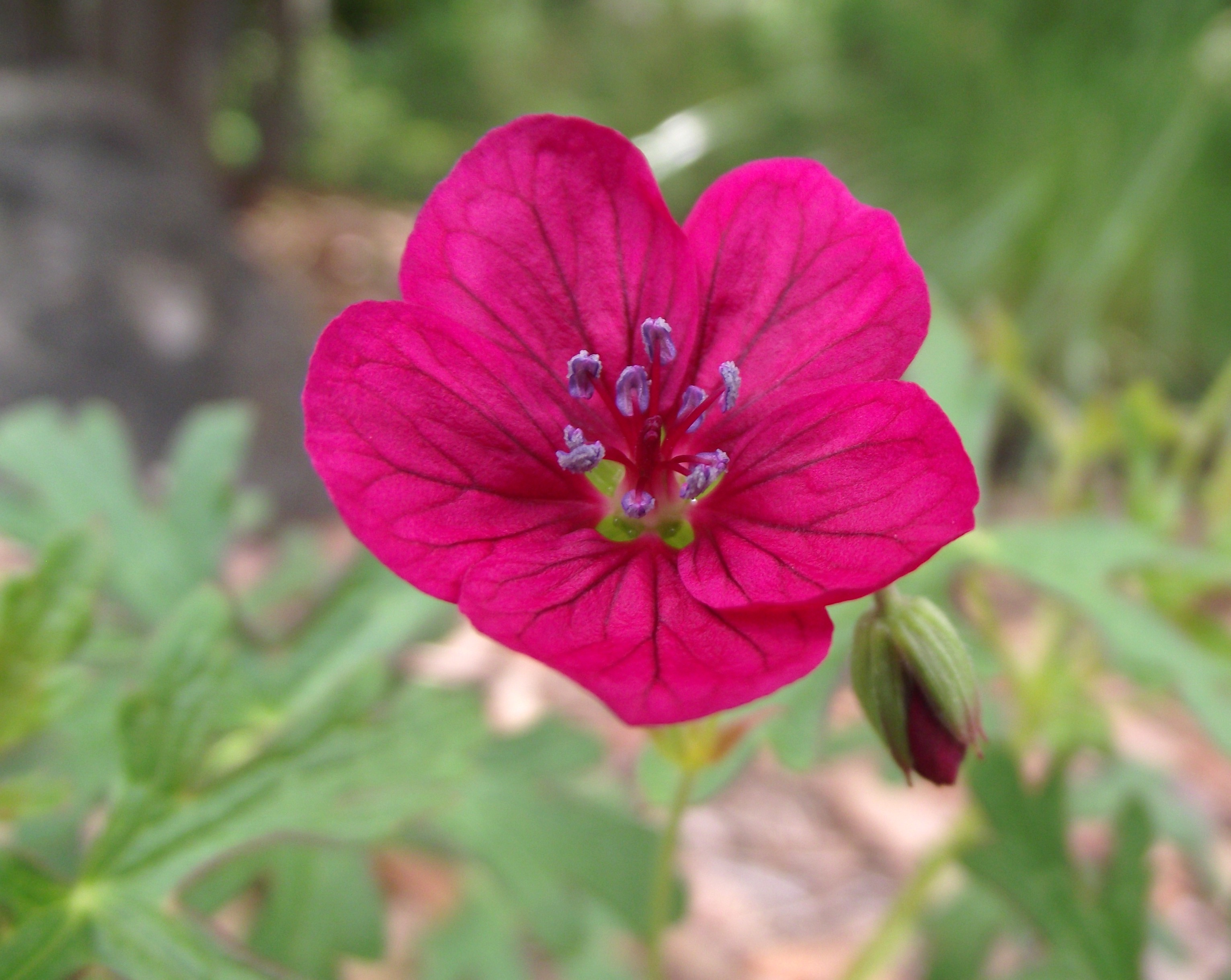